# Portable Game Notation
Portable Game Notation (PGN) är ett filformat för schackpartier (både dragen och relaterad data). Det enkla textformatet (ASCII) kan läsas av både människa och maskin. För människan ser dragen ut som normal Schacknotation, sånär som på ett par små detaljer. Maskinen, dvs något av de många program som finns, behöver dessutom hjälp av taggar för att strukturera partidata (spelare, turnering, datum etc.).

## Taggar
För varje parti eller ställning i pgn-filen kommer ett antal taggar före dragen. De skrivs inom hakparenteser, alltså mellan "[" och "]", och består av ett tag-namn och ett värde. Värdet skrivs inom citationstecken ("). Det går att ange många detaljer, men lämpligt är att ta med åtminstone dessa tagger: 
- Event turnering eller match.
- Site platsen för turneringen/matchen. Format här är "Stad, Region LAND", där LAND är den treställiga landskoden enligt Internationella Olympiska Kommittén.
- Date startdatum för partiet, på formen YYYY.MM.DD.  "??" kan användas om datum är delvis okänt, t.ex. "1897.??.??".
- Round anger rondnummer i turneringen.
- White den spelare som har vit, på formen "efternamn, förnamn".
- Black svartspelarens namn.
- Result resultat, som kan vara antingen: "1-0" (vit vinst), "0-1" (svart vinst), "1/2-1/2" (remi), eller "*" (annat, t.ex. partiet pågår ännu).

## Dragen
Dessa måste skrivas med de engelska bokstäverna för pjäserna: "K" (king), "Q" (queen), "R" (rook), "B" (bishop), and "N" (knight). Annars är det normal algebraisk notation sånär som på rockad och bondeförvandling. Rockad anges med stora bokstaven "O" (dvs O-O-O för lång rockad). Bondeförvandling anges med ett "=" mellan rutan och bokstaven för pjäsen som ska sättas in, dvs i stället för normal (svensk) notation för det vita draget 42. a8D är pgn-formatet 42. a8=Q.
Dragen avslutas med resultatet (1-0, 0-1)

## Specialtecken
Plustecknet "+" används för att ange schack och brädgården "#" för matt. Det är också tillåtet att använda ! (starkt drag) eller ?! (tvivelaktigt drag) för att uttrycka sin bedömning av enskilda drag. NAG (Numerical Annotation Glyphs) ger stora möjligheter att kortfattat uttrycka sin subjektiva åsikt om drag och ställningar.

## Exempel
Ett parti i pgn-format:
```
[Event "Schack4an"]
[Site "Västerås, SWE"]
[Date "2014.??.??"]
[Round "1"]
[White "Räv, Mickel"]
[Black "Nyy, Börje"]
[Result "1-0"] 

1. e4 e5 2. Qh5?! { Tidiga utfall med damen - inte att rekommendera }
Nc6 3. Bc4 Nf6?? (3... g6!) 4. Qxf7# 1-0 
```